# سالفا إيريارت
سالفا إيريارت (بالإسبانية: Salva Iriarte) هو لاعب كرة قدم ومدرب كرة قدم إسباني في مركز الوسط، ولد في 2 أبريل 1952 في بياساين في إسبانيا. لعب مع ريال سوسيداد ب وريال سوسيداد.